# Pavel Petrovič Ukhtomskij
Pavel Petrovič Ukhtomskij (in russo Павел Петрович Ухтомский?; Kartashevo, 10 giugno 1848 – San Pietroburgo, 14 ottobre 1910) è stato un ammiraglio russo, noto per la sua azione nella battaglia del Mar Giallo durante la guerra russo-giapponese del 1904-1905. Era tenuto in scarso rispetto dai suoi colleghi, che ritenevano che il suo grado e la sua posizione fossero dovuti più a legami familiari che a qualsiasi competenza o abilità. Il tenente comandante Newton Alexander McCully, l'addetto navale americano a Port Arthur per gran parte dell'assedio, notò che Ukhtomskij non era stimato come particolarmente capace, ma era considerato un patriota russo e aveva il merito con la flotta di aver costretto l'ammiraglio Wilhelm Withöft a effettuare la sortita del 23 giugno.

## Biografia
Nacque il 10 giugno 1848 nel villaggio di Kartashevo, distretto di Aleksinskij, provincia di Tula, figlio di Piotr Nicolaevič e Elizaveta Arsenyevna. Si diplomò alla Scuola del Corpo dei cadetti della Marina imperiale nel 1867, frequentando poi il l corso accademico di scienze marine presso la Scuola Navale (1873) specializzandosi nella guerra di mine (1878). Il 24 maggio 1869 fu promosso guardiamarina con anzianità dal 16 aprile dello stesso anno. Il 16 aprile 1872 fu promosso tenente.
Dal 1879 fu ufficiale addetto alle mine del clipper Zhemchug, il 1° gennaio 1884 fu promosso tenente comandante e dal 3 maggio dello stesso anno comandò il cacciatorpediniere Drake. Il 15 aprile 1885 ricevette il grado di capitano di 2ª classe, con la nomina di ufficiale anziano del clipper Perla. Con lo stesso ruolo, nel 1886 fu trasferito sulla corazzata Piotr Velikij , e dal 1887 divenne ufficiale di bandiera senior del quartier generale del Comandante delle navi della Scuola Navale.
Comandò la cannoniera Burun (1889-1890), guidò la squadra di addestramento dei quartiermastri da combattimento e comandò il clipper Robber (1890-1894).
Il 1 gennaio 1894 fu promosso capitano di 1ª classe e nominato addetto navale in Inghilterra. Dal 14 maggio 1896 fu comandante dell'incrociatore corazzato Vladimir Monomach, dal 3 gennaio 1900 comandò la corazzata Piotr Velikij, fu il presidente della commissione per il collaudi e l'acquisto delle mine, e il comandante delle squadre della 1ª Divisione navale della flotta del Baltico.
Il 1 gennaio 1901 fu promosso contrammiraglio e il 19 febbraio dello stesso anno fu nominato capo di stato maggiore del porto di Kronštadt. Il 1° agosto 1901 fu dichiarato il Favore reale per l'eccellente stato delle navi in partenza per viaggi oltremare.
All'inizio della guerra russo-giapponese si trovava a Port Arthur come vice comandante, sotto l'ammiraglio Oskar Starck, e gli fu affidato il comando di una Divisione della Squadra del Pacifico. Dopo il licenziamento di Starck il 24 febbraio 1904, prestò servizio come comandante in carica per dieci giorni prima di essere formalmente sollevato dall'incarico con l'arrivo del viceammiraglio Stepan Osipovič Makarov. Fu insignito dell'Ordine di San Stanislao di prima classe con spade per la sua partecipazione alla difesa della base russa contro gli attacchi dei cacciatorpediniere giapponesi.
Dopo la morte dell'ammiraglio Stepan Osipovič Makarov il 13 aprile prestò nuovamente servizio come comandante in carica fino a quando l'ammiraglio Wilhelm Withöft assunse il comando. Nell'agosto del 1904, mentre la battaglia terrestre continuava a infuriare, il viceré Evgenij Ivanovič Alekseev chiese al nuovo comandante della Squadra del Pacifico, il contrammiraglio Wilhelm Withöft, di portare il rimanente della Squadra russa del Pacifico a Vladivostok. Withöft temporeggiò finché poté, ma in breve tempo ricevette ordini di tono più perentorio sia dal viceré che dallo zar. Il 10 agosto 1904 la Squadrone del Pacifico salpò da Port Arthur, forte di sei corazzate, quattro incrociatori e otto torpediniere.  Durante la battaglia del Mar Giallo, dopo che l'ammiraglio Wilhelm Withöft, che alzava la sua insegna sulla corazzata Cesarevič , era rimasto ucciso  da un proiettile nemico, assunse il comando della Squadra in qualità di ufficiale superiore. Le drizze di segnalazione della sua nave ammiraglia, la corazzata Peresvet , erano state colpite; dopo aver ripristinato le comunicazioni egli ordinò alla flotta di tornare in sicurezza a Port Arthur alzando il segnale Seguitemi. Mentre alcuni percepirono le sue azioni come atto di codardia, esse preservarono la rimanente forza da battaglia della flotta.
La nave da battaglia Peresvet subì danni significativi nel Mar Giallo. Secondo il tenente comandante Newton McCully, che visitò la nave dopo lo scontro e osservò i danni in veste di diplomatico, il Peresvet ricevette non meno di sedici colpi penetranti ben definiti da proiettili da 8 pollici (305 mm) il numero maggiore di qualsiasi nave russa nello scontro. Alla fine della battaglia il Peresvet non era in grado di navigare a più di sei nodi (a causa di danni significativi ai suoi fumaioli e quindi alle caldaie sottostanti), lasciando Ukhtomskij con un'ammiraglia pesantemente danneggiata e una flotta di navi gravemente danneggiate. Comandò Port Arthur per le tre settimane successive fino al 4 settembre, quando fu rimosso dal comando e sostituito dal capitano di 1ª classe Robert Viren.
Dopo la fine della guerra si ritirò dal servizio attivo il 24 luglio 1906, citando una malattia. In riconoscimento del suo servizio, fu promosso al grado di viceammiraglio, ricevette una pensione ed ebbe il diritto di portare la divisa. Morì il 14 ottobre 1910 a San Pietroburgo.

### Annotazioni
1. ↑  La famiglia di Ukhtomskij faceva risalire la propria discendenza alla dinastia dei Rjurikidi ed era stata composta da boiardi moderatamente importanti nel periodo del Granducato di Mosca.
2. ↑  Non sembrava esserci alcun dubbio sull'esito della battaglia nella mente dell'ammiraglio Withöft, le cui ultime parole prima di salire sulla sua nave ammiraglia furono: "Signori, ci incontreremo nell'altro mondo".

### Fonti
1. 1 2 3 4 5 6 7 8 9 10 11 12 13 14 15 16  Baza.
2. ↑  Kowner 2006, p. 4094.
3. ↑  McCully 1997, p. 165.
4. 1 2 3 4 5 6 7 8 9 10  Cimsec.
5. ↑  McCully 1997, pp. 145-146.